# 우니베르시다드역
우니베르시다드역은 멕시코시티 도시철도 3호선의 시종착 역이다. 근처에 멕시코국립대학교가 있다.